# Lupus erythematodes
Lupus erythematodes (LE, ook wel Lupus erythematosus genoemd) is een auto-immuunziekte die zich in vele vormen kan uiten. De systemische variant, systemische lupus erythematodes, kan vele uitingen hebben en daarbij kunnen talloze symptomen optreden.
De versie die zich voornamelijk uit in verzweringen van de huid heet cutane lupus erythematodes (CLE).

## Beeld
De oorzaak van lupus erythematodes is niet bekend. Het is wel bekend dat er bij LE immunoglobulinen (antilichamen) aanwezig zijn tegen bepaalde bestanddelen van lichaamseigen cellen, namelijk tegen de celkern, de nucleolus in de celkern en het cytoplasma. Deze antilichamen zijn aangetoond in 90% van de patiënten. Meer specifiek gaat het om complementdefficiënties van vroege componenten van de klassieke activatieroute. Waarschijnlijk is er een verminderde klaring van immuuncomplexen.
Dit zorgt voor een niet-specifieke overgevoeligheidsreactie (cfr Type III overgevoeligheidsreactie) met verschillende symptomen tot gevolg.
Vermoedelijk is er een genetische aanleg.

## Symptomen

### Systemische variant
De systemische variant toont in 75% van de gevallen huidaandoeningen. Bovendien kunnen ook interne aandoeningen voorkomen:
- Fenomeen van Raynaud
- haarverlies
- vasculitis
- vlinderexantheem, dit is een rode uitslag op de wangen en de neusrug, ruwweg in de vorm van een vlinder
- anemie
- artritis
- nier-problemen
- hoge bloeddruk
- hartaandoeningen
- psychose
- longontsteking

### Typen
De zuiver cutane lupus gaat gepaard met huidverzwering maar laat de organen onaangetast. Hier zijn verschillende klinische beelden in te onderscheiden. De belangrijkste zijn:
Acute cutane LE (ACLE)roodheid op beide wangen en neusbrug vlinderexantheem, trekt binnen enkele uren tot weken weg, geen verlittekening, treedt vaak op na blootstelling aan de zon.
Subacute cutane LE (SCLE)rode plekken die vooral op aan zonlicht blootgestelde huidgebieden ontstaat, als late reactie op zonlicht. Deze plekken laten geen littekens achter, minder op het gelaat, deze variant kan spontaan verdwijnen, veelal chronisch en opspelend in het voorjaar.
Chronische discoïde LE (CDLE)ronde, verlittekende gebieden met roodheid in de (actieve) rand. Haarzakjes kunnen hyperkeratose en roodheid vertonen. De verlittekening is grotendeels onomkeerbaar en kan ook leiden tot kaalheid (door het te gronde gaan van de haarzakjes). Discoïde LE (van de huid) is een van de criteria om de diagnose SLE (systemisch) te stellen.
Medicamenteuze lupus erythematodes (MLE)lupus die doorgaans maanden tot jaren na de start van bepaalde medicijnen begint en ook doorgaans binnen enkele dagen verdwijnt zodra de verdachte medicijntherapie stilgezet wordt.
Neonatale lupus erythematodes (NLE)Huidafwijkingen overgedragen via antistoffen in de moederkoek (placenta) die binnen enkele weken na de geboorte bij het kind zichtbaar worden en doorgaans binnen zes maanden weg zijn. Het kind zelf heeft geen lupus, alleen het tijdelijke verschijnsel.

## Behandelingen
Huidafwijkingen worden vaak behandeld met dermatocorticosteroïden uit de hogere klassen (III-IV). Hydroxychloroquine heeft vaak een gunstig effect (maar werkt pas na 2 maanden). Ook steroïden in tabletvorm worden toegepast, en/of andere immunosuppressiva zoals methotrexaat. Deze medicijnen onderdrukken de werking van het immuunsysteem, omdat het immuunsysteem overactief is en, in plaats van zich tegen schadelijke organismen, virussen en toxische indringers te richten, zich tegen het eigen lijf keert.

## Geslachtsverdeling
Lupus laat zich vooral zien bij de vrouwelijke bevolking. Discoïde lupus komt tweemaal zo veel voor onder vrouwen; systemische lupus komt achtmaal zo veel voor onder vrouwen.